# Blanchefosse-et-Bay
Blanchefosse-et-Bay – miejscowość i gmina we Francji, w regionie Grand Est, w departamencie Ardeny.
Według danych na rok 1990 gminę zamieszkiwały 184 osoby, a gęstość zaludnienia wynosiła 9 osób/km².

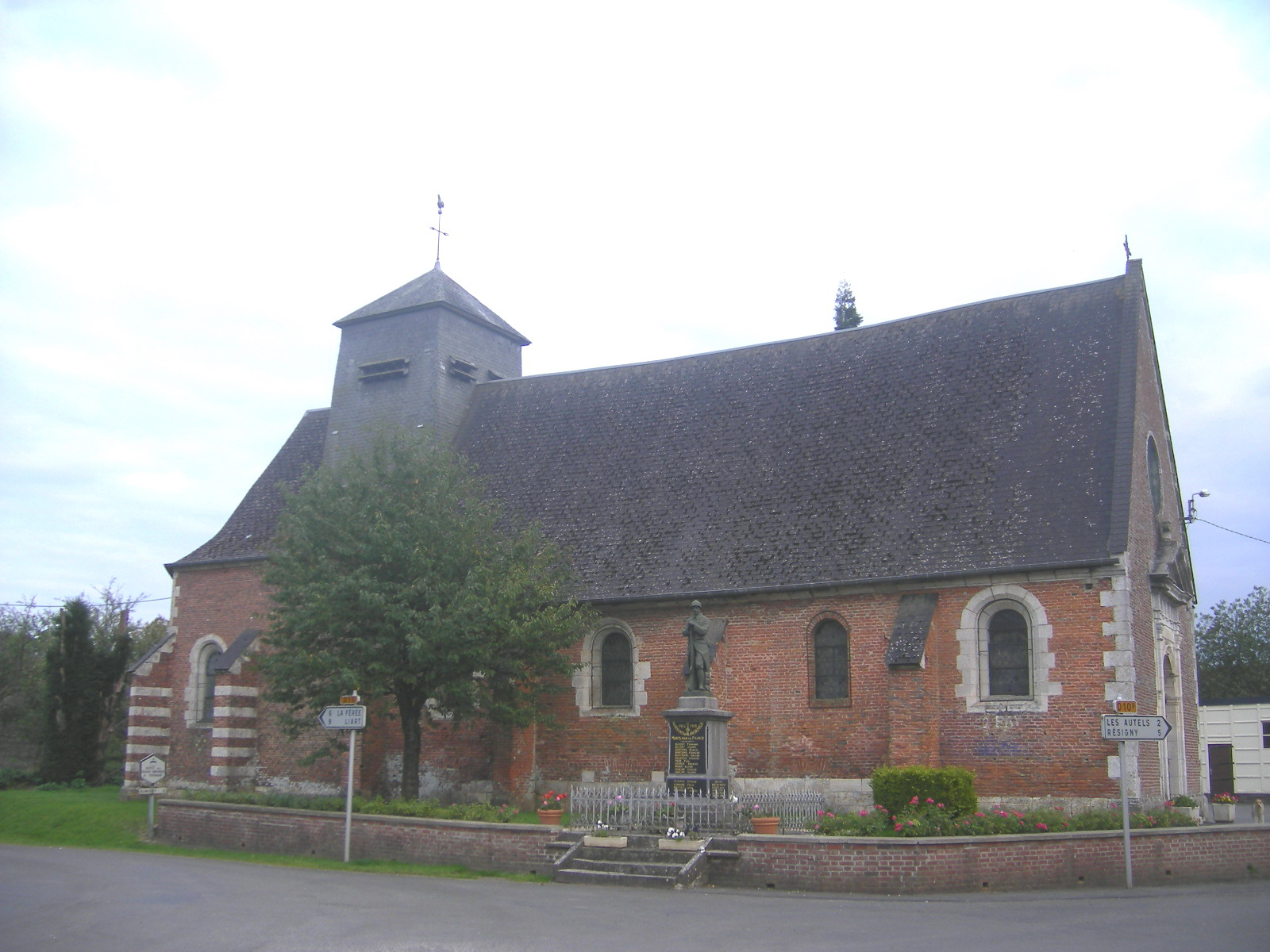
Kościół w Blanchefosse, 2007
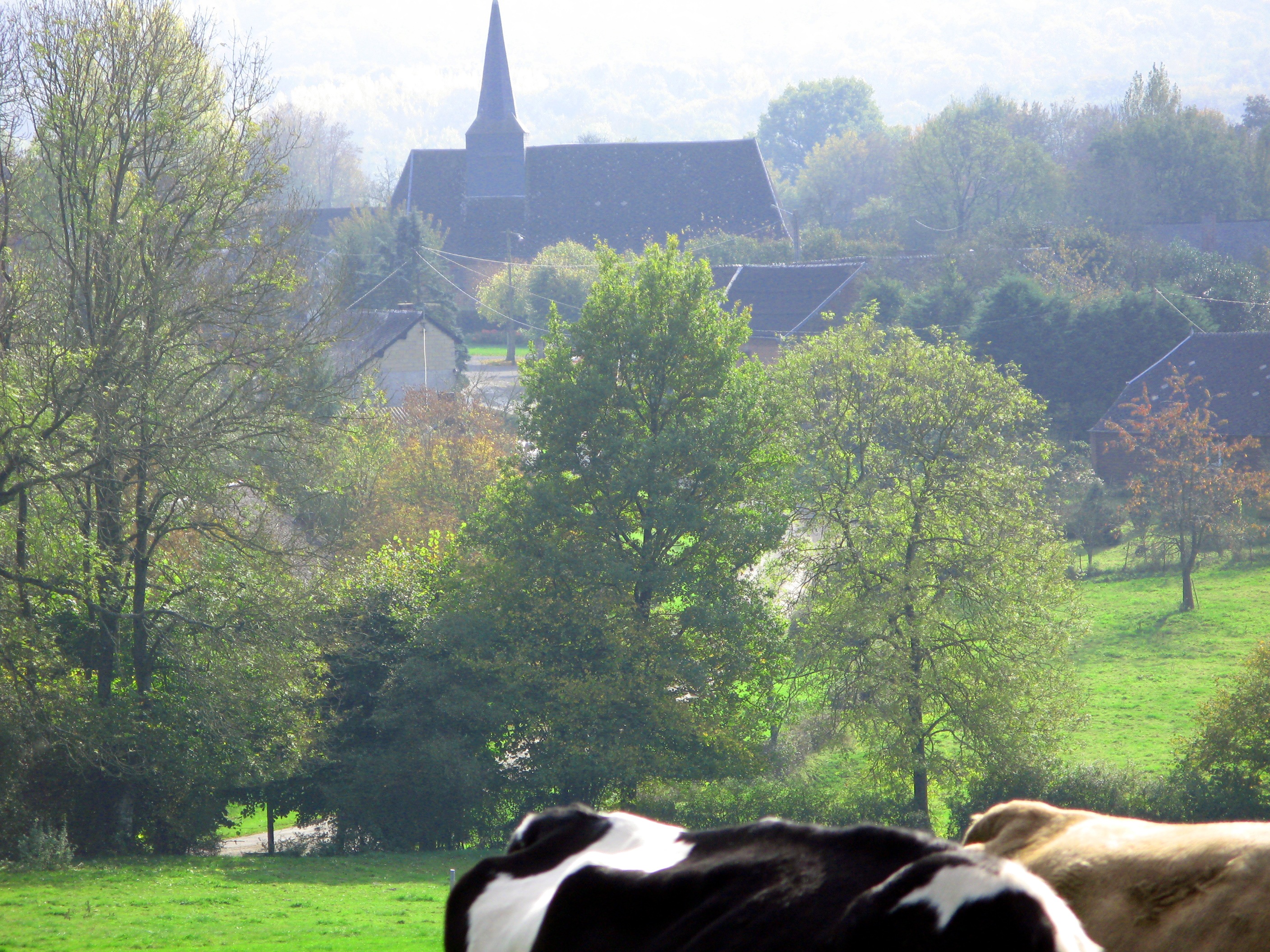
Kościół w Bay, 2007